# تابولداک
تابولداک (انگلیسی: Tabuldak) یک شهرک در شهرستان بلاگووارسکی باشقیرستان کشور روسیه است.